# Wattental

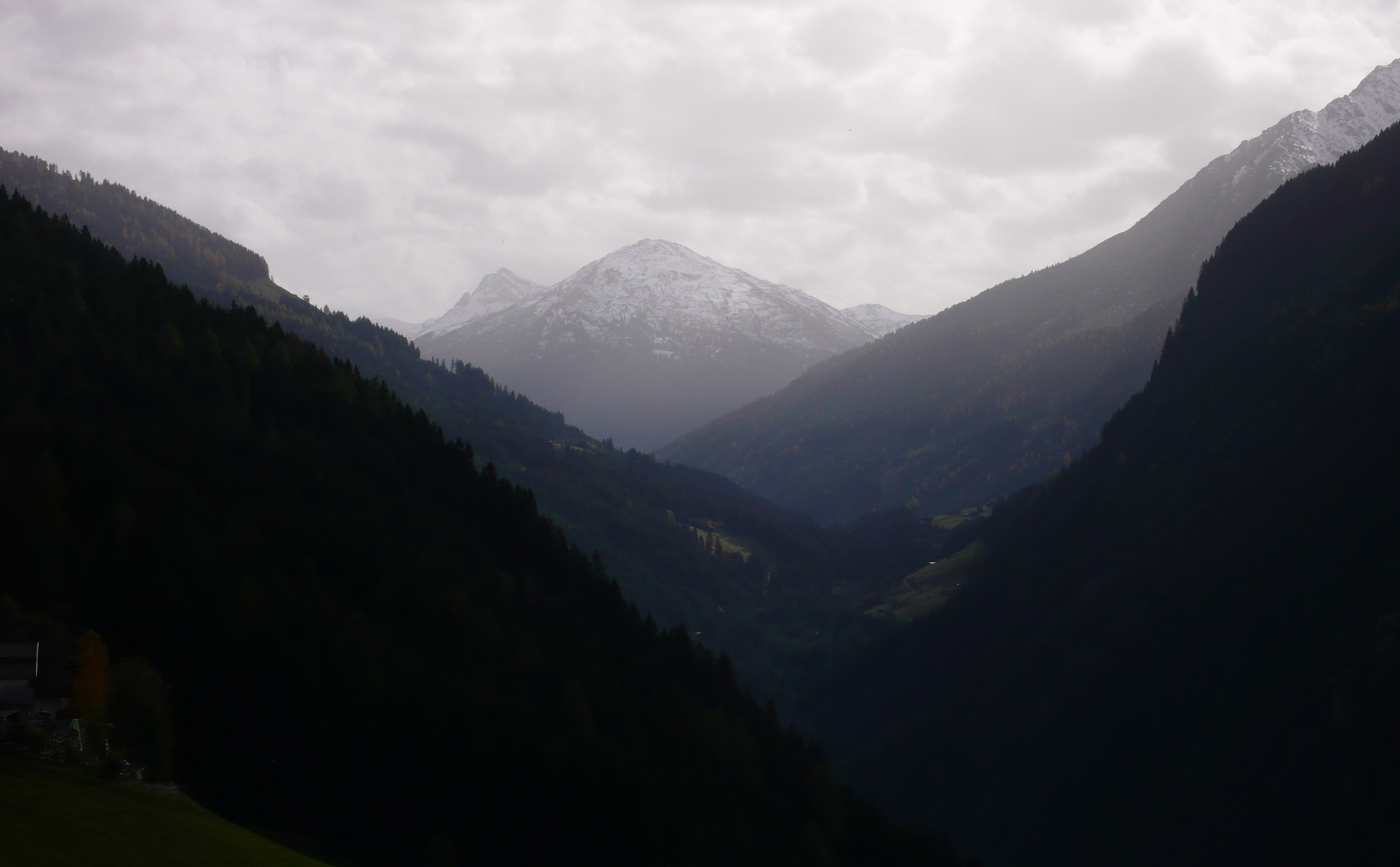
Inneres Wattental mit dem zentral gelegenen Mölsberg

Das Wattental ist ein südliches Seitental des Unterinntals in Tirol.

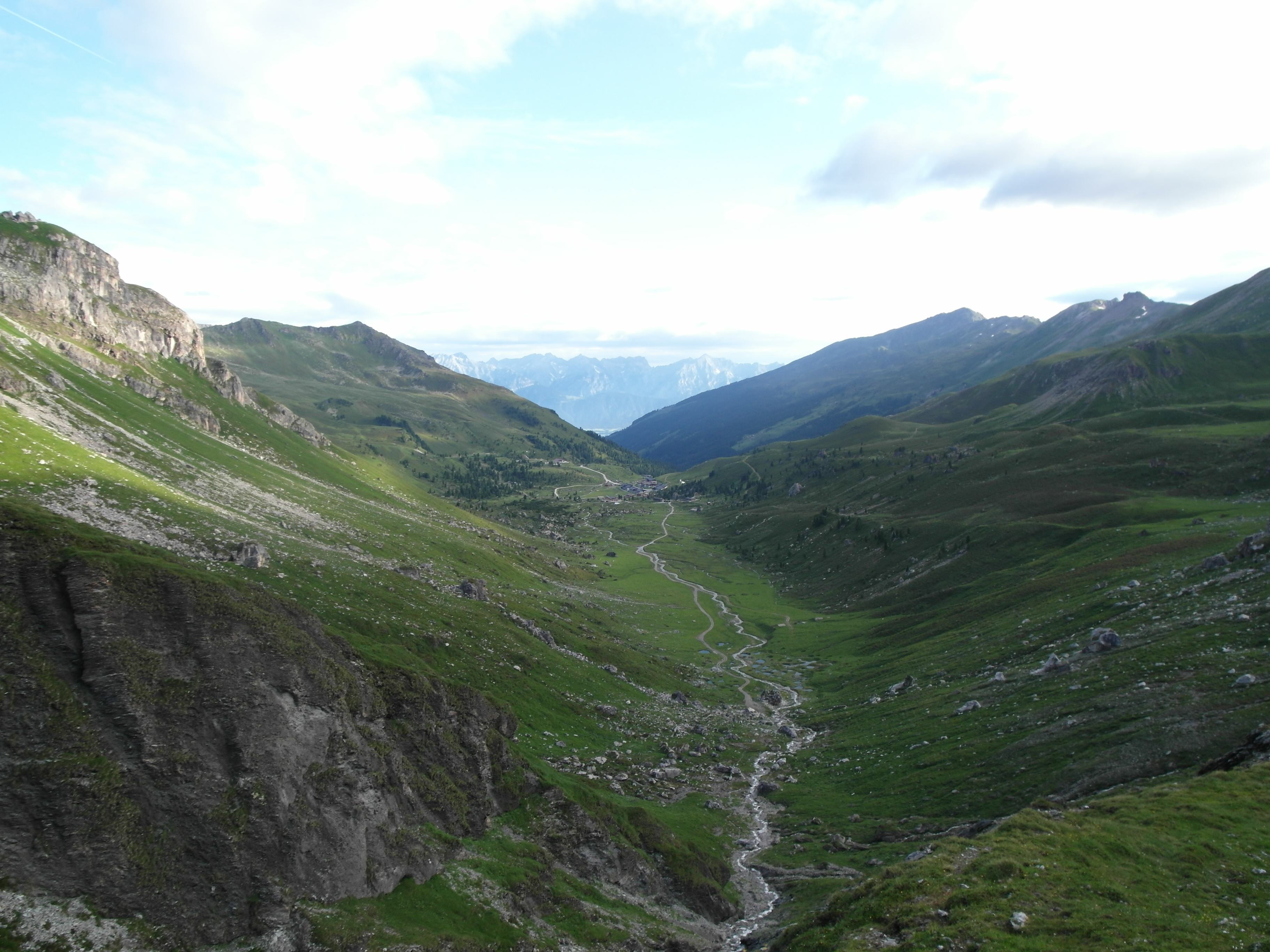
Der Talschluss des Wattentals vom Anstieg zum Pluderlingsattel gesehen

Das vom  Wattenbach durchflossene Tal ist in den Quarzphyllit der Tuxer Voralpen tief eingeschnitten. Im äußeren Teil des Tales erstrecken sich die beiden Streusiedlungen der Gemeinden Wattenberg und dem Ortsteil von Wattens Vögelsberg. Im Talschluss befindet sich die Wattentaler Lizum mit dem Truppenübungsplatz Lizum Walchen des österreichischen Bundesheers, auf dem auch Soldaten anderer Armeen, z. B. der deutschen Bundeswehr ausgebildet werden. Die Wattentaler Lizum liegt ausschließlich auf dem Gemeindegebiet von Wattenberg. 
Die durch das große Einzugsgebiet des Wattenbachs ergiebige Wasserkraft des Wattentals, war Grund für die Ansiedlung von international erfolgreichen Industriebetrieben (Swarovski, Wattenspapier) in der am Inn gelegenen Talgemeinde Wattens. Das Wattental war und ist so Grund für den wirtschaftlichen Aufstieg der Marktgemeinde Wattens zu einer der wohlhabendsten Gemeinden Österreichs.
Das Tal ist als Naherholungsgebiet beliebt. Die Aussichtsberge Rotwandspitze, Hirzer und Hahneburger können von dort aus bestiegen werden. Im hinteren Teil des Tales (Mölsberg) ist der Zugang durch den Truppenübungsplatz beschränkt.
Am ersten Sonntag nach Maria Himmelfahrt findet am Gipfelkreuz des in der Wattentaler Lizum zentral gelegenen Mölsberges, die Mölsbergmesse zum Gedenken an die in den Weltkriegen gefallenen Talbewohner statt. An diesem Tag ist der ansonst für den öffentlichen Verkehr gesperrte Truppenübungsplatz geöffnet.